# Liste der Kulturdenkmäler in Roßdorf (bei Darmstadt)
Die folgende Liste enthält die in der Denkmaltopographie ausgewiesenen Kulturdenkmäler auf dem Gebiet  der Gemeinde Roßdorf, Landkreis Darmstadt-Dieburg, Hessen.
Hinweis: Die Reihenfolge der Denkmäler in dieser Liste orientiert sich zunächst an Ortsteilen und anschließend der Anschrift, alternativ ist sie auch nach der Bezeichnung, der vom Landesamt für Denkmalpflege vergebenen Nummer oder der Bauzeit sortierbar.
Kulturdenkmäler werden fortlaufend im Denkmalverzeichnis des Landes Hessen durch das Landesamt für Denkmalpflege Hessen auf Basis des Hessischen Denkmalschutzgesetzes (HDSchG) geführt. Die Schutzwürdigkeit eines Kulturdenkmals hängt nicht von der Eintragung in das Denkmalverzeichnis des Landes Hessen oder der Veröffentlichung in der Denkmaltopographie ab.

Das Vorhandensein oder Fehlen eines Objekts in dieser Liste ist keine rechtsverbindliche Auskunft darüber, ob es Kulturdenkmal ist oder nicht: Diese Liste entspricht möglicherweise nicht dem aktuellen Stand der offiziellen Denkmaltopographie. Diese ist für Hessen in den entsprechenden Bänden der Denkmaltopographie Bundesrepublik Deutschland und im Internet unter DenkXweb – Kulturdenkmäler in Hessen einsehbar. Auch diese Quellen sind, obwohl sie durch das Landesamt für Denkmalpflege Hessen aktualisiert werden, nicht immer aktuell, da es im Denkmalbestand immer wieder Änderungen gibt.
Eine verbindliche Auskunft erteilt allein das Landesamt für Denkmalpflege Hessen.
Nutze diese Kartenansicht, um Koordinaten in der Liste zu setzen. In dieser Kartenansicht sind Kulturdenkmale ohne Koordinaten mit einem roten bzw. orangen Marker dargestellt und können in der Karte gesetzt werden. Kulturdenkmale ohne Bild sind mit einem blauen bzw. roten Marker gekennzeichnet, Kulturdenkmale mit Bild mit einem grünen bzw. orangen Marker.

## Kulturdenkmäler nach Ortsteilen

### Gundernhausen
| Bild                            | Bezeichnung                     | Lage                                                                        | Beschreibung | Bauzeit        | Objekt-Nr. |
| ------------------------------- | ------------------------------- | --------------------------------------------------------------------------- | --- | -------------- | ---------- |
| Bild gesucht BW                 | Gesamtanlage Hauptstraße        | Hauptstraße Lage                                                            | |                | 777782 DDB |
| Bild gesucht BW                 | Gesamtanlage Nordhäuser Straße  | Nordhäuser Straße Lage                                                      | |                | 777783 DDB |
| Ehemaliger Bahnhof              | Ehemaliger Bahnhof              | Bahnhofstraße 31 LageFlur: 2, Flurstück: 158/40                             | Empfangsgebäude des Bahnhofes Gundernhausen an der 1897 bis 1966 betriebenen Strecke Darmstadt (Ost) – Groß-Zimmern                                                                                               | 1897           | 119184 DDB |
| Wohnhaus                        | Wohnhaus                        | Groß-Zimmerner Straße 2 LageFlur: 2, Flurstück: 126/4                       | |                | 119185 DDB |
| Wohnhaus                        | Wohnhaus                        | Hauptstraße 38 LageFlur: 1, Flurstück: 72                                   | |                | 15744 DDB  |
| Ehemaliges Rathaus              | Ehemaliges Rathaus              | Hauptstraße 50 LageFlur: 1, Flurstück: 56/1                                 | 1742–1745 von Freiherr Friedrich Phillip von Atzenheim als Herrenhaus seines Hofgutes erbaut und 1838 aufgestockt. 1843–1954 als Schule und bis 1997 als Postamt genutzt. 1905 bis 1977 auch als Rathaus genutzt. | 1742–1745      | 15745 DDB  |
| Schulhaus                       | Schulhaus                       | Hauptstraße 50a LageFlur: 1, Flurstück: 56/1                                | 1903 im Jugendstil gebautes Schulhaus hinter dem Ehemaligen Herrenhaus des Hofgut von Atzenheim. | 1903           | 15745 DDB  |
| Ehemaliger „Bergsträßer Hof“    | Ehemaliger „Bergsträßer Hof“    | Hauptstraße 63 LageFlur: 1, Flurstück: 50/7                                 | Ehemaliger Bergsträßer Hof. Von 1800 bis 1925 Gasthaus Bergsträßer Hof, 1827 kurzzeitig Sitz der Revierförsterei und des Steuerkommissariats des Landratsbezirkes Reinheim.                                       | um 1780        | 119186 DDB |
| Wohnhaus                        | Wohnhaus                        | Hauptstraße 76 LageFlur: 1, Flurstück: 12/3                                 | |                | 119187 DDB |
| Verwalterhaus                   | Verwalterhaus                   | Nordhäuser Straße 19 LageFlur: 1, Flurstück: 122/2                          | | um 1760        | 803613 DDB |
| Ehemaliges Hofgut „Grolmanshof“ | Ehemaliges Hofgut „Grolmanshof“ | Nordhäuser Straße 23 LageFlur: 1, Flurstück: 117/2                          | Um 1700 von Rittmeister Georg Friedrich von Weitolshausen genannt von Schrautenbach als Herrenhaus des Ehemaligen Schrautenbach’schen Hofgutes errichtet.                                                         | 1696           | 15746 DDB  |
| Ehemaliges Hofgut „Grolmanshof“ | Ehemaliges Hofgut „Grolmanshof“ | Nordhäuser Straße 25/27 LageFlur: 1, Flurstück: 117/2                       | 1858 von Major Albert von Grolmann als Hofgutscheune des Ehemaligen Schrautenbach´schen Hofgutes errichtet. | 1858           | 15746 DDB  |
| weitere Bilder                  | Evangelische Kirche             | Nordhäuser Straße 30, Friedhofstraße 4 LageFlur: 1, Flurstück: 105/1, 106/1 | 1750 eingeweiht Turmunterbau der Vorgängerkirche um 1500. Grabstätte der Adelsfamilien von Weitolshausen genannt Schrautenbach und von Atzenheim. 1520 gegossene Glocke Anna im Turm erhalten.                    | 18. Jh.        | 15748 DDB  |
| Hof Palmy                       | Hof Palmy                       | Nordhäuser Straße 31 LageFlur: 1, Flurstück: 75                             | Die Hofanlage wurde 1713–18 als Pfarrhof erbaut und bis 1904 als solcher genutzt. Danach Firmensitz der Likör- und Weinhandlung Georg Palmy. Seit 2004 in Gemeindebesitz und als Jugendzentrum genutzt.           | 1713–18        | 119188 DDB |
| Spritzenhaus und Faselstall     | Spritzenhaus und Faselstall     | Nordhäuser Straße 55 LageFlur: 1, Flurstück: 43/1                           | | Anfang 20. Jh. | 119189 DDB |

### Roßdorf
| Bild                               | Bezeichnung                             | Lage | Beschreibung   | Bauzeit | Objekt-Nr. |
| ---------------------------------- | --------------------------------------- | --- | -------------- | ------- | ---------- |
| Bild gesucht BW                    | Gesamtanlage Alte Bahnhofstraße         | Alte Bahnhofstraße Lage                                                                                             |                |         | 777769 DDB |
| Bild gesucht BW                    | Gesamtanlage Beunegasse                 | Beunegasse Lage |                |         | 777770 DDB |
| Bild gesucht BW                    | Gesamtanlage Ernst-Ludwig-Straße        | Ernst-Ludwig-Straße Lage                                                                                            |                |         | 777771 DDB |
| Gesamtanlage Historischer Ortskern | Gesamtanlage Historischer Ortskern      | Lage |                |         | 15728 DDB  |
|                                    |                                         | Alte Bahnhofstraße 2 LageFlur: 2, Flurstück: 102                                                                    |                | 1898    | 119172 DDB |
| Historischer Wegweiser             | Historischer Wegweiser                  | Am Hahnweg (B 38) LageFlur: 7, Flurstück: 30/6                                                                      | Sandsteinsäule |         | 15743 DDB  |
| Wohnhaus                           | Wohnhaus                                | Beunegasse 1 LageFlur: 1, Flurstück: 219/3                                                                          |                |         | 15729 DDB  |
| weitere Bilder                     | Friedhof                                | Beunegasse 11 LageFlur: 1, Flurstück: 140/1                                                                         |                |         | 804608 DDB |
| Wohnhaus                           | Wohnhaus                                | Darmstädter Straße 8 LageFlur: 1, Flurstück: 186/3                                                                  |                |         | 15730 DDB  |
| Gasthaus „Zur Sonne“               | Gasthaus „Zur Sonne“                    | Darmstädter Straße 9 LageFlur: 1, Flurstück: 586/2                                                                  |                |         | 119173 DDB |
| weitere Bilder                     | Ehemalige Schule                        | Darmstädter Straße 66 LageFlur: 1, Flurstück: 12                                                                    |                | 1906    | 15731 DDB  |
|                                    |                                         | Darmstädter Straße 72 LageFlur: 1, Flurstück: 22/3                                                                  |                |         | 119174 DDB |
| weitere Bilder                     | Eisenbahnbrücke                         | Dieburger Straße (L 3115) LageFlur: 3, Flurstück: 295/3                                                             |                |         | 804107 DDB |
| Wohnhaus                           | Wohnhaus                                | Dieburger Straße 14 LageFlur: 1, Flurstück: 539/3                                                                   |                |         | 15732 DDB  |
| Wohnhaus                           | Wohnhaus                                | Dieburger Straße 38 LageFlur: 1, Flurstück: 604                                                                     |                |         | 15733 DDB  |
| Altes Rathaus                      | Altes Rathaus                           | Erbacher Straße 3 LageFlur: 1, Flurstück: 506/4                                                                     |                | 1575    | 15734 DDB  |
| Wohnhof, hinten links              | Wohnhaus                                | Erbacher Straße 5 LageFlur: 1, Flurstück: 473/4                                                                     |                |         | 15735 DDB  |
| weitere Bilder                     | Evangelische Pfarrkirche                | Erbacher Straße 9 LageFlur: 1, Flurstück: 470/1                                                                     |                |         | 15736 DDB  |
| Wohnhaus                           | Wohnhaus                                | Erbacher Straße 11 LageFlur: 8, Flurstück: 168/1                                                                    |                |         | 15737 DDB  |
|                                    |                                         | Erbacher Straße 32 LageFlur: 3, Flurstück: 90/4                                                                     |                |         | 119176 DDB |
| weitere Bilder                     | Gärtnerei                               | Glockenblumenweg 42, Glockenblumenweg 12 / 14 / 16 / 18 LageFlur: 9, Flurstück: 518/3, 519, 523, 547, 551, 555, 559 |                | 1909    | 119181 DDB |
| Ehemaliges Bahnhofsempfangsgebäude | Ehemaliges Bahnhofsempfangsgebäude      | Holzgasse 7a LageFlur: 2, Flurstück: 465/14                                                                         |                | 1897    | 782818 DDB |
| Historischer Wegweiser             | Historischer Wegweiser                  | Im Röhrehe (B 26) LageFlur: 3, Flurstück: 487                                                                       | Sandsteinsäule |         | 782793 DDB |
| Pfarrhaus                          | Pfarrhaus                               | Kirchgasse 1 LageFlur: 1, Flurstück: 467/1                                                                          |                |         | 119177 DDB |
| weitere Bilder                     | Katholische Kirche „Verklärung Christi“ | Roßbergweg 13 LageFlur: 1, Flurstück: 446                                                                           |                | 1960–62 | 119179 DDB |
| Wasserwerk                         | Wasserwerk                              | Schulgasse LageFlur: 8, Flurstück: 393                                                                              |                | 1906    | 119180 DDB |
| Wohnhaus                           | Wohnhaus                                | Schulgasse 14 LageFlur: 8, Flurstück: 184/8                                                                         |                |         | 15740 DDB  |
| Hofreite                           | Hofreite                                | Wilhelm-Leuschner-Straße 5 LageFlur: 1, Flurstück: 203/1                                                            |                | 18. Jh. | 15741 DDB  |
| Wohnhaus                           | Wohnhaus                                | Wilhelm-Leuschner-Straße 16, Wilhelm-Leuschner-Straße LageFlur: 1, Flurstück: 360/1, 360/3                          |                |         | 15742 DDB  |
| Villa                              | Villa                                   | Wingertstraße 38 LageFlur: 12, Flurstück: 69/1                                                                      |                | 1923    | 804355 DDB |